# Nerax pictipennis
Nerax pictipennis là một loài ruồi trong họ Asilidae. Nerax pictipennis được Schiner miêu tả năm 1868. Loài này phân bố ở vùng Tân nhiệt đới.